# Рендсвилл (тауншип, Миннесота)
Рендсвилл (англ. Rendsville) — тауншип в округе Стивенс, Миннесота, США. На 2000 год его население составило 177 человек.

## География
По данным Бюро переписи населения США площадь тауншипа составляет 90,5 км², из которых 89,0 км² занимает суша, а 1,5 км² — вода (1,66 %).

## Демография
По данным переписи населения 2000 года здесь находились 177 человек, 67 домохозяйств и 55 семей. Плотность населения —  2,0 чел./км². На территории тауншипа расположено 77 построек со средней плотностью 0,9 построек на один квадратный километр. Расовый состав населения: 99,44 % белых и 0,56 % приходится на две или более других рас.
Из 67 домохозяйств в 25,4 % воспитывались дети до 18 лет, в 70,1 % проживали супружеские пары, в 3,0 % проживали незамужние женщины и в 17,9 % домохозяйств проживали несемейные люди. 16,4 % домохозяйств состояли из одного человека, при том 10,4 % из — одиноких пожилых людей старше 65 лет. Средний размер домохозяйства — 2,64, а семьи — 2,93 человека.
19,8 % населения — младше 18 лет, 9,6 % — в возрасте от 18 до 24 лет, 26,6 % — от 25 до 44, 27,1 % — от 45 до 64, и 16,9 % — старше 65 лет. Средний возраст — 41 год. На каждые 100 женщин приходилось 124,1 мужчин. На каждые 100 женщин старше 18 приходилось 121,9 мужчин.
Средний годовой доход домохозяйства составлял 41 250 долларов, а средний годовой доход семьи —  48 750 долларов. Средний доход мужчин —  24 375  долларов, в то время как у женщин — 11 875. Доход на душу населения составил 19 554 доллара. За чертой бедности находились 4,2 % семей и 7,7 % всего населения тауншипа, из которых 28,6 % младше 18 и 9,5 % старше 65 лет.